# 忘れないよ (D-51の曲)
「忘れないよ」（わすれないよ）は、NHKの音楽番組『みんなのうた』で、2018年2月・3月に放送された楽曲。作詞：D-51、作曲：上里優、編曲：野崎洋一、歌：D-51。

## 概要
子育てソングのひとつで、子育てをする親への応援メッセージソングとして作られた。子供が誕生した日、子供が成長して初めて笑ったり泣いたりした瞬間の幸せを一生忘れないと歌っている。放送では2番が省略された。
D-51は『みんなのうた』初登場。映像は「晴れ舞台」以来10年ぶりのSpooky graphicのアニメーションで、誕生したばかりの子供が曲が進むにつれ成長していき、終盤では父親となって新たな子供が誕生し母親と共に抱かれる場面で締めくくられる。
本楽曲はカップリングだった『エコー〜こだまする歌〜』のアニメーション修正の影響で、放送開始から僅か5日後の2018年2月6日から2月13日までの期間中はテレビ放送が中止される異例の事態となった。この期間中は総合・Eテレ共に当時新曲で別枠だった『おばけでいいからはやくきて』『天まで飛ばそ』の2曲に差し替えられた。なお公式側から放送中止・差し替えの告知は行われなかった。そのためか、放送終了直後の2018年4月・5月にお楽しみ枠で『エコー〜こだまする歌〜』と共に再放送が行われた。
2018年3月27日より各音楽配信サイト限定で配信開始。